# Pseudocervinia magna
Pseudocervinia magna är en kräftdjursart som först beskrevs av Smirnov 1946.  Pseudocervinia magna ingår i släktet Pseudocervinia och familjen Cerviniidae. Inga underarter finns listade i Catalogue of Life.